# 上海ユダヤ人クラブ

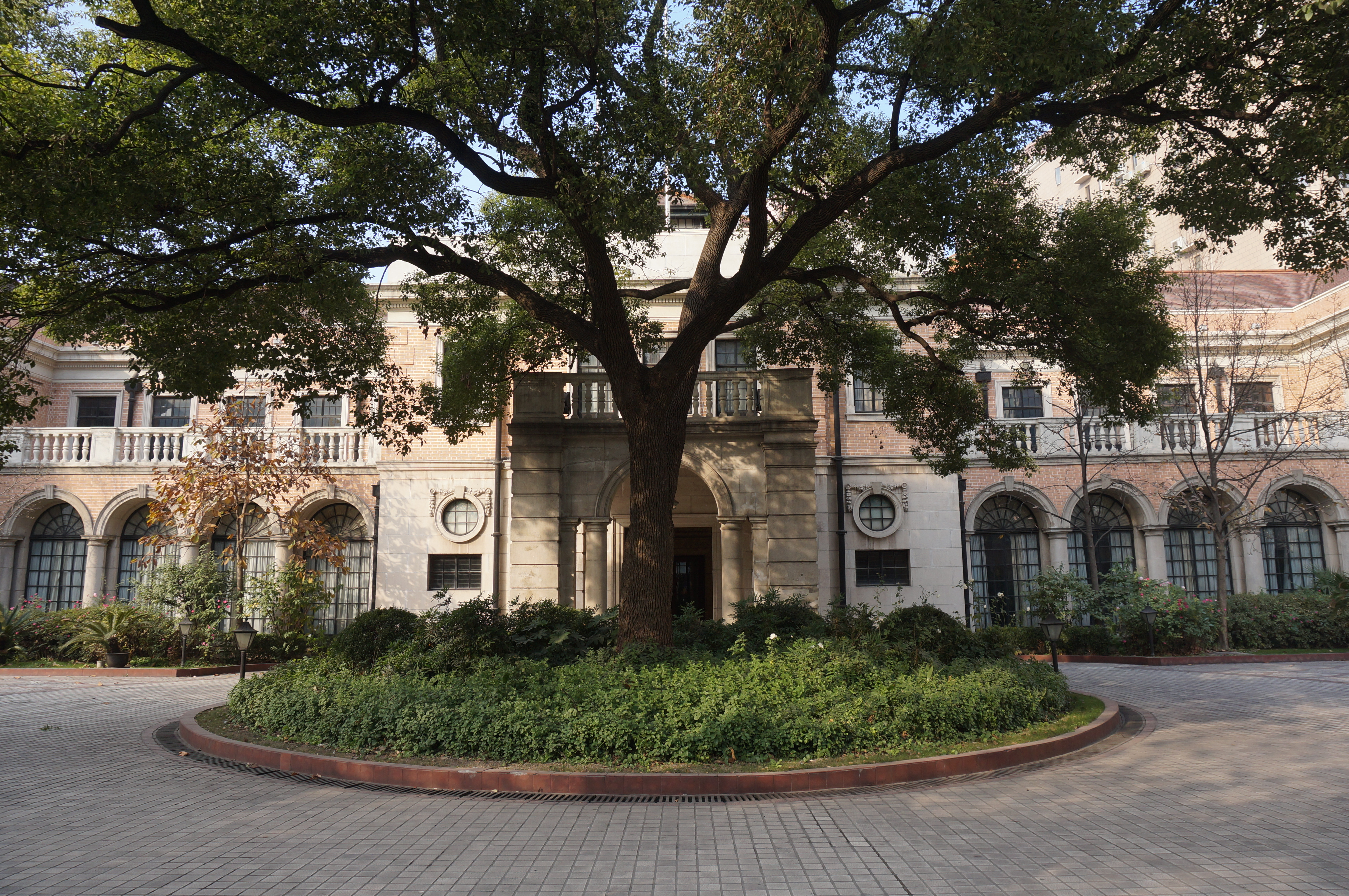
上海ユダヤ人クラブ

上海ユダヤ人クラブ（中国語: 上海犹太人总会、英語: Jewish Club）は上海市南京西路にある歴史建築である。
この建物は元々、豪商叶貽銓の私邸だった。日中戦争が始まると、叶はこの建築をユダヤ商人に売却し、その後はユダヤ人クラブとして利用された。1949年以降、この建築は上海市政協などの団体に利用された。上海ユダヤ人クラブは1994年に上海市優秀歴史建築に登録された。